# チャイルドプリンス
チャイルドプリンスは、吉本興業に所属する日本のお笑いコンビ。2015年結成。2019年、オールザッツ漫才の「若手芸人トーナメントバトル」にて準決勝進出。2022年4月27日、「大阪市浪速区住みます芸人」就任。2024年9月1日、「大阪エヴェッサ応援してます芸人」就任。

## メンバー
北山 水泳（きたやま すいえい、旧芸名および本名:北山 拓人〈きたやま たくと〉1993年8月3日（32歳） -）ボケ担当、立ち位置は向かって左。
- 血液型AB型。身長175cm。
- アメリカ合衆国生まれ(2歳までロサンゼルス、4歳までシカゴ)。兵庫県西宮市育ち。西宮市立平木中学校出身。関西学院大学卒業。
- 2019年に結婚したが、2024年4月離婚したことを自身のSNSとコンビのYouTubeチャンネルで報告した。
- NSCには入学しておらず、大阪校36期扱いである。
- MBTIはINFJ(提唱者)[5]。
- 断定癖がある。
- よく鍵や財布を失くす。
- 仲の良い友人がスイミングを習っていたことをきっかけに、水泳を始めた。
- ジャパンマスターズ日本記録保持者（男子自由形、1500m（18〜24歳の部）、400m,800m,1500m (25〜29歳の部)）。
- 2019年、世界マスターズ水泳選手権の25歳〜29歳区分で優勝。
- 2023年8月5日、世界マスターズ水泳選手権の800m自由形（30〜34歳区分）で優勝、日本記録更新。
- 水泳コーチとしても活動しており、間寛平の孫も指導している。不定期でオンライン親子水泳教室を実施している[6]ほか、2023年1月よりLesson Noteというサービスで全年齢対象のオンライン水泳レッスンを始めた[7]。
- 2016年10月22日、「よしもとスポーツバトル芸人vs最強アスリート 真剣勝負で大金星!?SP（関西テレビ）」に出演。池乃めだか率いる「めだかJAPAN」の選抜メンバーとして、他の芸人とともに松田丈志選手と水泳対決をした[8]。
- 2023年2月、世界的スイムウェアブランドであるarenaの公式ブランドアンバサダーに就任[9]。2024年度、2025年度も契約更新の旨が発表された[10]。
- 自身のYouTubeチャンネル「北山水泳の水泳あるある」は、2024年3月現在、登録者数2万人を超えている。
- 2024年5月28日、サブチャンネル「北山水泳の水泳の話」を開設。
- 2024年6月7日放送の「探偵!ナイトスクープ」内で、「竹山探偵そっくりの男たち」という依頼回に兄が出演。北山本人も電話で出演した。
- アテネオリンピックメダリストの中西悠子が開催する水泳教室イベントに参加している。

ラストオーダー織田（旧芸名および本名:織田 力矢〈おだ りきや〉1993年4月30日（32歳） -）ツッコミ担当、立ち位置は向かって右。
- 血液型A型。身長185cm。
- 兵庫県西宮市出身。西宮市立平木中学校卒業。
- 小学生の頃は空手を習っていた。また、小学生から野球を始め、中学では野球部に所属。
- ハイスクールマンザイ2011において、高校の同級生・萬代育矢とのコンビ『あろ〜ず』として近畿地区代表となり、決勝に進出した。
- NSC大阪校35期出身。
- MBTIはENTJ(指揮官)[11]。
- 対スギ F、対杏仁豆腐 A[12]。
- 好きな食べ物は、ポテトチップスのういーんってなってるやつ[13]。
- 競馬が好きで、自身のYouTubeチャンネルでも競馬コンテンツを発信している。
- 本人曰く、猫アレルギーである。
- NSC時代から、同期の田津原理音と親交が深く、田津原の実家に遊びに行って家族と一緒にBBQをしたことがある[14]。またその仲の良さ故に、お金を貸してほしいと頼まれることもあり、田津原がR-1グランプリで優勝した直後、2万円を貸している[15]。2014年頃は、同期のゆりやんレトリィバァとともにスポーツジムへ通ったり、ランニングに行ったりするなど、ダイエット仲間だった[16]。同期の九条ジョーとも、登山をしたりするなど親交が深い[17]。
- ゲームが得意。2019年6月22日に行われた「エディオンpresents YUBIWAZA CUP ぷよぷよeスポーツなんば頂上決定戦」において優勝した[18]。また、準レギュラーとして不定期出演しているYUBIWAZAの企画内で誕生したスマホゲーム（"オリジナルクソゲー"）「妻のビキニ」には、番組MC矢口真里のキャラクターとともに、織田を模したキャラクター（ODA）が登場する[19]。
- 音楽が好きで、特に1980年代〜2000年代の楽曲を好む。一例として、L'Arc〜en〜Ciel、GLAY、德永英明、ポルノグラフィティ、Every Little Thing、浜田省吾、大瀧詠一、ZIGGY、広瀬香美、THE YELLOW MONKEY、南佳孝など。（順不同）
- 芸名の由来は、事務所の先輩であるみながわ（ネイビーズアフロ）の言葉。高校時代から組んでいたあろ〜ずを解散してしばらくピン芸人で活動するという話をしたところ、織田の芸名を考えるのにみながわが乗り気になった。その時2人でいた居酒屋の閉店間際に聞いた店員さんの「ラストオーダーです」という言葉から、みながわが「ラストオーダー織田でええやん」と発言し、芸名とした[20]。

## 概要・略歴
- 前のコンビを解散した織田が、中学時代の同級生である北山を説得して結成。北山は当時大学生(4回生)で、大手電機メーカー「パナソニック」の最終面接まで進んでいたものの、お笑い芸人になる道を選んだ[21]。
- コンビ名は、織田が占い師から「た行から始まるコンビ名をつけると売れる」と聞いたことから付けた。特に意味は含ませておらず、略して呼んでもらえるような名前がいいということと音の響きで決めた。
- また、コンビ名について、両者とも「プリンス」という単語がかっこいいので入れたいという話になり、チャイルドプリンス以外には「デミグラスプリンス」、「ダイナマイトプリンス」という案もあった。
- 2018年11月4日に寝屋川市で開催された「寝屋川文化芸術祭 ねやがわ歌うま選手権（ゲスト：石川ひとみ）」にて、山田スタジアム、ミルクボーイと共に審査員を務めた[22]。
- 2019年7月24日開催、「supported by NANIWAdelic - Standing Ovation vol.5 -ネタバトル&アコースティックバトル-」にて優勝[23]。
- 2020年1月30日開催、ヘドロットン（2丁拳銃の小堀裕之）がMCを務める「こほりの寄席」にて優勝(MVP)[24]。
- 2020年9月22日開催、第1回「北河内新人お笑いコンクール」決勝進出（応募総数150組からの、ファイナリスト10組に選出）[25]。
- 2022年12月4日開催、「淀川寛平マラソン」に探偵!ナイトスクープチームとして駅伝に出場（前説を担当している）[26]。
- 2023年2月1日より、住みます芸人を務める浪速区との動画企画「浪速のおとなりさん」の配信が開始された[27]。
- 2024年9月11日、「2024 シャープPR-1グランプリ Osaka」本戦出場。なお、2023年の同大会では前説を務めていた。

## 芸風
- 主に漫才[28]。2人ともものまねを得意とする。
- モノマネレパートリー(北山)：恋さん（シャンプーハット）、ヒロミ、さかなクン、木村昴、藤原竜也、マスオさん、尾木直樹、仲野太賀他。
- モノマネレパートリー(織田)：てつじ（シャンプーハット）、小宮浩信（三四郎）、井口浩之（ウエストランド）、ケンドーコバヤシ、井上陽水、玉置浩二、稲葉浩志（B'z）、喪黒福造、マスオさん、タマ、トンガリ(キテレツ大百科)、骨川スネ夫、のび太の担任(ドラえもん) 、吉沢亮（よろしくない沢亮）他。

## モットー
- ラストオーダー織田「思いついたら言う」[29]、「NO野暮」[30]

## 出演

### テレビ
- YUBIWAZA（毎日放送）準レギュラー（織田のみ）
- ウラマヨ!（関西テレビ）
- よしもとスポーツバトル芸人vs最強アスリート 真剣勝負で大金星!?SP（関西テレビ）2016年10月22日（北山のみ）
- 吉本坂46が売れるまでの全記録 （テレビ東京）2018年5月22日、2019年1月8日
- 特盛!よしもと 今田・八光のおしゃべりジャングル（読売テレビ）2020年4月25日
- 春一番!笑売繁盛（毎日放送）2021年1月4日
- 2時45分からはスローでイージーなルーティーンで（関西テレビ）2021年7月1日、9月8日、9月10日、2022年5月13日、20日
- やすとも・友近のキメツケ!※あくまで個人の感想です（関西テレビ）2021年7月20日（北山のみ）
- クイズ！よしもとキングダム（関西テレビ）2022年12月29日
- 探偵!ナイトスクープ（朝日放送テレビ）2024年6月7日（北山電話出演&コンビの宣材写真）
- オールザッツ漫才2024（毎日放送）2024年12月29日

### ラジオ
- シャンプーハットこいでのFriday Music Show(笑)（FM大阪）
- NANIWAdelic RADIO（FM大阪）2019年8月12,13,14,15日
- コウテイの銀蛾・流電音（MBSラジオ）2022年8月26日（織田のみ）
- よしもとラジオ高校〜らじこー（FM大阪）2023年3月20日、7月31日、2024年1月22日
- 二山しょうの楽屋へようこそ（ラジオ関西）2024年8月25日

### ライブ
- 年末年始お笑いライブ in YES THEATER 2019年12月29日
- 森本大百科 presents「大喜利アートONLINE」（織田のみ）2021年8月26日
- シャンプーハットの漫才祭り～祝！大賞受賞イベント～ (ゲスト) 2021年12月7日
- Tの極み 一時帰国単独ライブ「タイの極み」(織田のみ) 2022年12月11日
- 芸歴30周年記念 野性爆弾×シャンプーハットツアーIN大阪 (前説) 2024年12月13日